# Война в первобытном обществе
Война в первобытном обществе — различные конфликты в первобытном обществе с применением оружия между различными группами людей. О таких конфликтах известно как из данных археологии, так и из сведений о народах, продолжавших жить родоплеменным строем в сравнительно недавнее время.

## Данные археологии

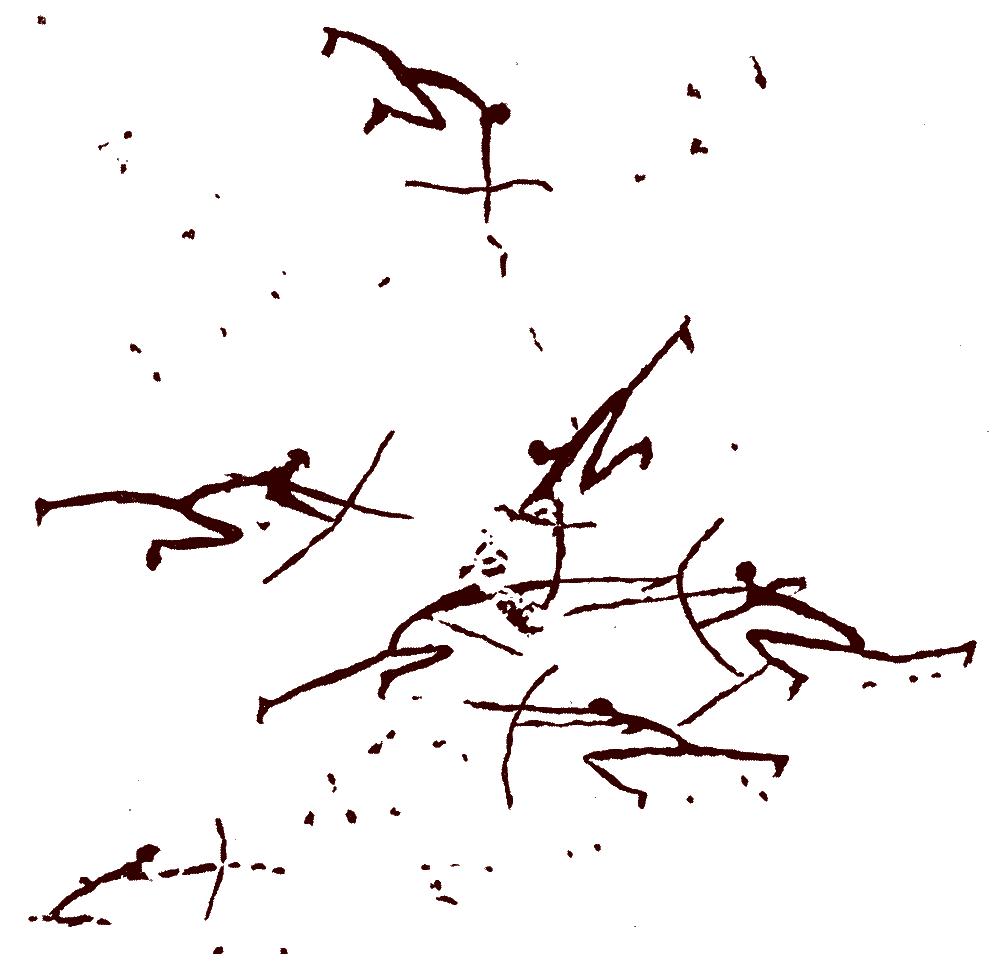
Наскальное изображение сражения между лучниками в пещере Морелла ла Велла, Испания

На скелете неандертальца из пещеры Шанидар и на черепе из Сен-Сезар обнаружены проникающие ранения грудной клетки и головы. Судя по некоторым особенностям, отметины на поражённом ударом девятом левом ребре неандертальца из пещеры Шанидар, эта рана была нанесена метательным оружием типа дротика с каменным наконечником. Такие находки, как правило, рассматривают в качестве древнейших достоверных свидетельств вооружённых конфликтов.
Для останков homo sapiens верхнего палеолита достоверных свидетельств вооружённого насилия обнаружено значительно больше. Так, следы раны, почти наверняка нанесённой оружием, были выявлены на первом грудном позвонке мужчины из знаменитого погребения в Сунгири, датируемого периодом 20–28 000 лет назад. От смертельной раны колющим оружием в область таза, и последующего сильного кровотечения мог умереть и подросток, скелет которого обозначают как Сунгирь-2.
В 2012 году международная команда археологов обнаружила на берегу кенийского озера Туркана в болотистых отложениях останки 27 людей, которые около 10 тысяч лет назад были убиты. Это считают следами самой древней из известных битв на Земле. Большинство скелетов имеют серьёзные травмы лицевых костей, сломанные руки, колени и ребра и следы от наконечников стрел в шеях. Были также найдены останки по меньшей мере восьми женщин и шести детей, чьи черепа были разбиты каменными ножами или стрелами. Как минимум четыре человека были убиты с завязанными руками. В частности, были найдены останки связанной беременной женщины со сломанными коленями. Предполагается, что эти люди были убиты в борьбе за ресурсы водоема. 
Что касается неолитических могильников, то иногда при их анализе существует возможность получения статистической информации. Так, в Калифорнии на территории между Сьерра-Невада и заливом Сан-Франциско, было изучено более 16 тысяч захоронений, принадлежащих 13 различным этническим группам, жившим там на протяжении последних 5 000 лет. Засевшие в костях наконечники дротиков и стрел были найдены в 7,2% останков, тупая травма головы была зафиксирована в 4,3% случаев, в чуть менее 1% случаев были выявлены признаки расчленения.
Возможно, древнейшими из известных изображений вооружённого насилия являются наскальные рисунки сражающихся людей из Арнемленда в северной Австралии, которые датируются временем около 10 000 лет назад.

## Данные этнографии
Источники XVIII-XIX веков содержат примеры почти поголовного истребления противников после войн между племенами африканских народов, полинезийцев, маори, чукчей, индейцев Северной Америки. Известны случаи, когда группы вооруженных мужчин вторгались на территорию другого племени и убивали всех мужчин, а женщин делали своими жёнами. Так, в XIV веке мужчины-маори с Северного острова Новой Зеландии вторглись на Южный остров и истребили всех мужчин народа мориори, а их женщин забрали себе. В XV веке народ караибов из Южной Америки вторгся на Антильские острова и перебил мужчин народа араваков. 
В 1960-х и в начале 1970-х годов в представлениях о войне в первобытном обществе преобладала предложенная Конрадом Лоренцем концепция ритуализированной агрессии, включавшей главным образом демонстративную угрозу и редко связанную с реальным применением силы. Однако в 1960–1980 годах исследователи, проводившие систематические наблюдения за жизнью примитивных обществ Амазонии и Папуа-Новой Гвинеи, опровергли эти представления. Было установлено, что в этих обществах вооружённые конфликты являются причиной смерти от 24% до 35% мужчин в возрасте между 15 и 49 годами. У индейцев яномамо 15% взрослого населения (24% мужчин и 7% женщин) погибают насильственной смертью в течение нескольких поколений подряд, с момента начала их изучения антропологами. Наполеон Шаньон, живший среди яномамо в 1964–1965 годах, писал о том, что деревня, в которой он останавливался, на протяжении 17 месяцев подвергалась нападениям 25 раз, причём на неё нападали поочередно почти десяток разных соседних групп.
В 1930 году Ллойд Уорнер опубликовал работу об австралийских аборигенах Арнемленда на севере Австралии, живших охотой и собирательством. Как, он описывал, обычно конфликт между различными группами принимал форму ритуального противостояния, место и время которого обычно согласовывались заранее. При таком противостоянии обе стороны держались на расстоянии примерно 15 метров, при этом переругивались и бросали друг в друга копья или бумеранги. Это могло продолжаться на протяжении многих часов, но как только проливалась первая кровь, или даже прежде того, сражение  заканчивалось. Иногда такие ритуальные сражения перерастали в реальные, но, поскольку обе стороны держались на безопасном расстоянии друг от друга, даже в них потери обычно были небольшими. Исключение составляли случаи, когда одна из сторон скрытно направляла группу воинов, чтобы обойти противника и напасть на него сбоку или сзади, тогда потери при преследовании и истреблении бегущих могли быть довольно большими. Но самые большие потери наблюдались при внезапных нападениях, когда стремились застать противника врасплох или нападали ночью. Такое происходило, когда нападающие (как правило, небольшие группы) намеревались убить определённого человека или членов его семьи. Случались и большие набеги, когда лагерь противника, подвергшийся нападению, как правило, окружался, а его застигнутые врасплох, часто спящие обитатели убивались без разбора. Исключение составляли женщины, которые могли быть похищены нападающими.

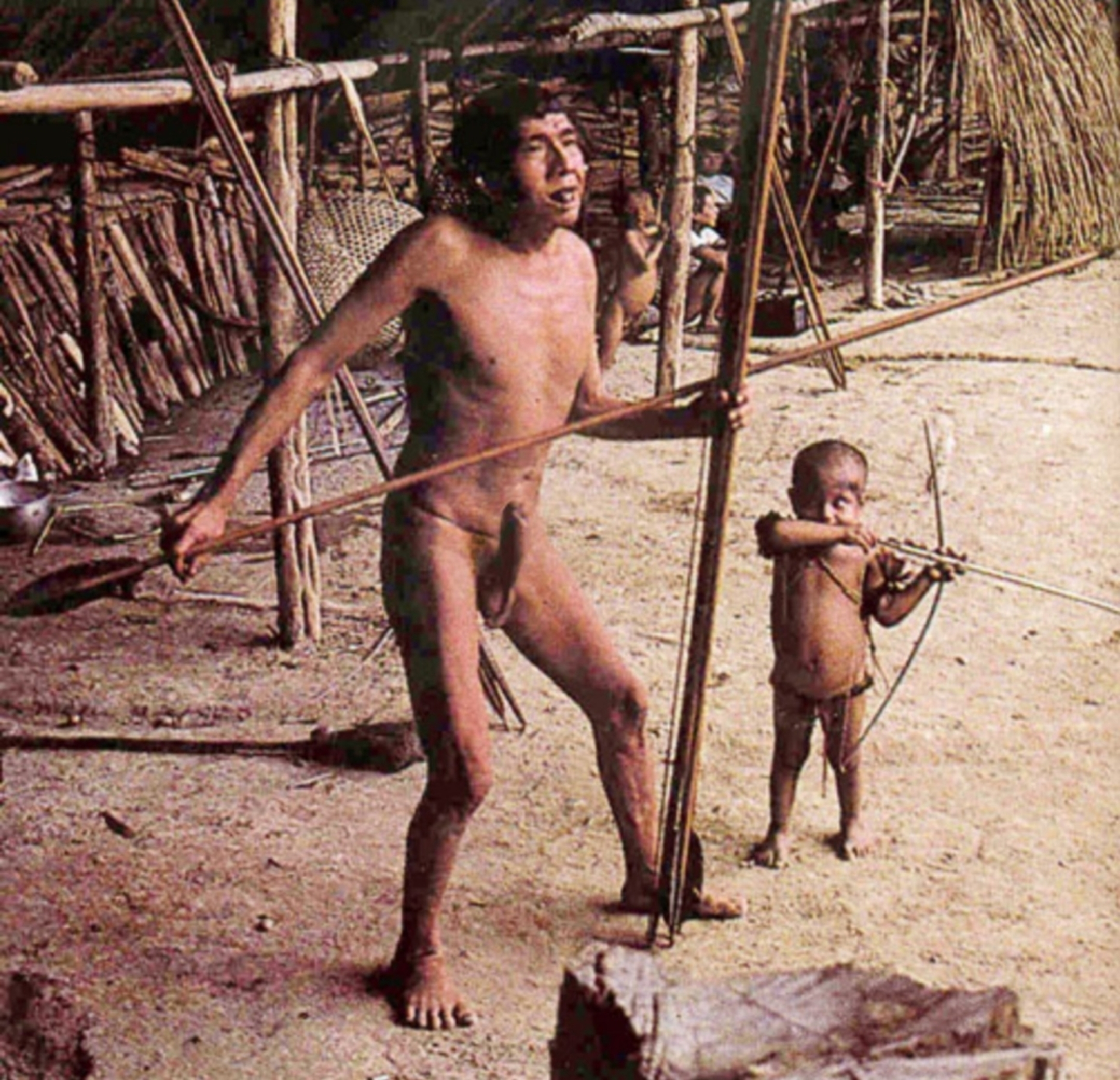
Яномама с луками

Что касается яномамо, то, по свидетельству Шаньона, у них также существовали коллективные ритуальные столкновения, которые были жёстко отрегулированы правилами. Крупномасштабные набеги на деревни, связанные с захватом и уничтожением их жителей, янамамо не предпринимали, но они практиковали непрерывные набеги, преследовавшие ограниченные цели. Число убитых в одном таком набеге обычно было невелико, но общее число убитых было значительным. При этом убивали также женщин и детей. Янамамо могли также притвориться друзьями хозяев деревни противника и прийти к ним в гости на праздник, а затем коварно внезапно напасть.
Антрополог Э. Вайда, живший среди папуасов маринг в 1962–1963 годах и в 1966 году, также сообщал о ритуальных сражениях у них, при которых смертельные ранения были редкими. Но также практиковались набеги, засады и нападения на деревни, обычно ночью или на рассвете. Если нападавшие не были достаточно многочисленными, то, убив жителей и разграбив деревню, они сразу же уходили. В других случаях деревни противников разрушались, поля побеждённых опустошались.